# براكيموناس نازعة للنترات
براكيموناس نازعة للنترات (الاسم العلمي: Brachymonas denitrificans) هي نوع من البكتيريا، سلبية الغرام، تتبع جنس البراكيموناس.